# Виктория (река, впадает в Тиморское море)
Викто́рия (англ. Victoria River) — самая длинная река в Северной территории (Австралия). Выделяется в отдельный регион.
Река берёт своё начало в холмистой местности на высоте 370 м к северу от Хукер-Крик. Длина — 780 км, площадь водосборного бассейна — 78 000 км². Среднегодовой расход воды 140 м³/с. Впадает в залив Жозеф-Бонапарт в Тиморском море через залив Куинс-Чаннел. Судоходна на 150 км от устья.
Река была впервые исследована в 1839 году британским капитаном Дж. Уикемом (англ. J. C. Wickham), который назвал её в честь британской королевы Виктории. Дальнейшее изучение реки продвигалось очень медленно: только спустя 16 лет другой путешественник Огастус Чарльз Грегори (англ. Sir Augustus Charles Gregory) исследовал эстуарий Виктории. С командой из 18 человек и нескольких учёных Грегори поднялся вверх по течению и исследовал приток Виктории, Стёртс-Крик. В 1879 году река была изучена экспедицией Александра Форреста.
На берегу реки расположено несколько небольших поселений: Виктория-Ривер-Даунс, Кулиба.
Бассейн реки является традиционной территорией распространения йиррамских языков: тяминтюнга и нунгали.